# Рахш (бронетранспортёр)
Rakhsh — лёгкий иранский вездеходный бронетранспортёр, разработанный и производимый на заводе DIO Shahid Kolah Dooz Industrial Complex и названный в честь Рахша, мифического коня Ростама из «Шахнаме».
Состоит на вооружении иранской полиции, иранской армии, КСИР и Судана.

## История
Впервые данный бронетранспортёр был замечен патрулирующим улицы Судана в 2005 году, а затем Иран официально представил его в 2006 году.
Rakhsh был представлен на экспорт, а также поступил на вооружение иранской полиции и армии. Предполагается, что около 20 из них экспортировались в Судан по контракту, подписанному в 2004 году. Поставки начались в 2005 году и закончились в 2006 году.

## Конструкция

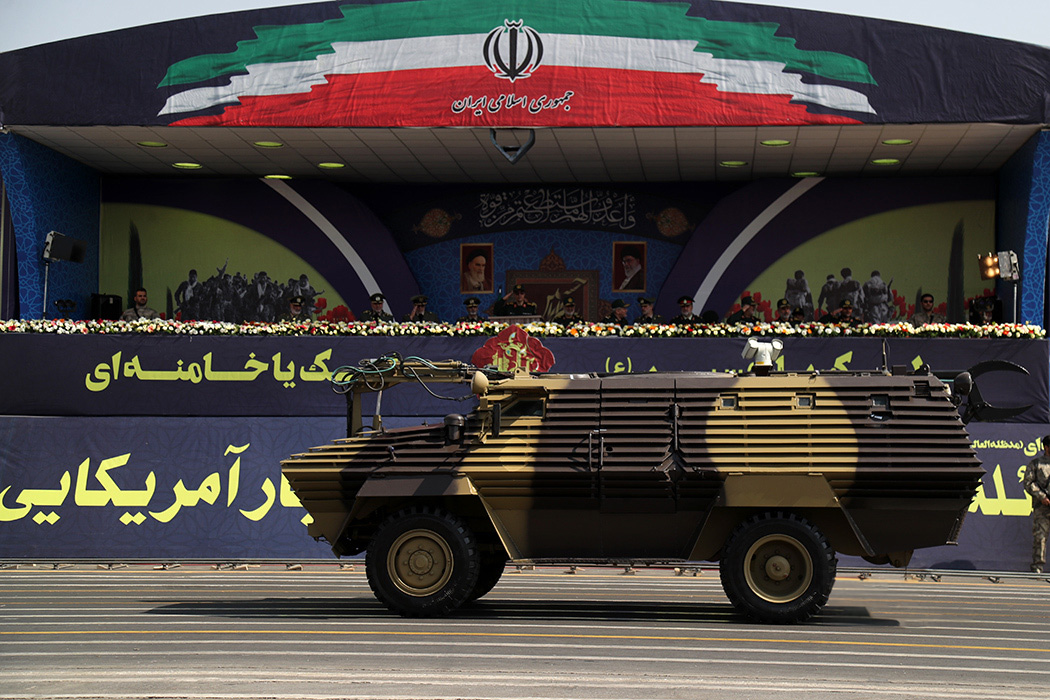
Ранняя версия БТР «Рахш».

Корпус изготовлен из сварной стали, что позволяет защитить пассажиров от пуль калибра 7,62 мм. Место водителя находится в передней левой части машины, рядом с местом командира. Оба они защищены пуленепробиваемыми стёклами. Кроме того, в заднем отсеке, который также оснащён небольшими пуленепробиваемыми окнами и 10 бойницами, можно разместить 8 полностью экипированных солдат, что позволяет солдатам вести огонь из оружия изнутри, обеспечивая определённый уровень защиты.
Экипаж может быстро войти в машину и выйти из неё через двери по обеим сторонам корпуса и через две двери в корме.
4-цилиндровый дизельный двигатель DO 824LFL09 мощностью 155 л.с., что обеспечивает ему скорость до 80 км/ч на дороге и отличную проходимость на бездорожье.
Выпускается в нескольких вариантах. Самый простой из них имеет 12,7-мм пулемёт, закреплённый на верхней части корпуса с помощью вращающейся установки. Другие версии встречаются с 23-мм зенитной установкой ЗУ-23-2 или 30-мм автоматической пушкой, аналогичной той, что используется на российской БМП-2.
В стандартную комплектацию Rakhsh входит централизованная система подкачки шин, которая позволяет водителю регулировать давление в шинах в соответствии с дорожными условиями, шины с защитой от проколов, блокировка дифференциала и лебёдка с электроприводом. Поскольку бронетранспортёр должен эксплуатироваться в условиях высоких температур, в стандартную комплектацию входит система кондиционирования воздуха.
Поскольку Rakhsh обладает хорошей проходимостью, его можно использовать для широкого спектра боевых задач, а также в качестве базового БТР.
Также покупателям доступны дополнительные опции, такие как дымовые гранатомёты, система защиты от ОМП и дополнительная керамическая броня. Сообщается, что они усиливают защиту от пулемётов калибра от 12,7 мм до 14,5 мм.

## На вооружении

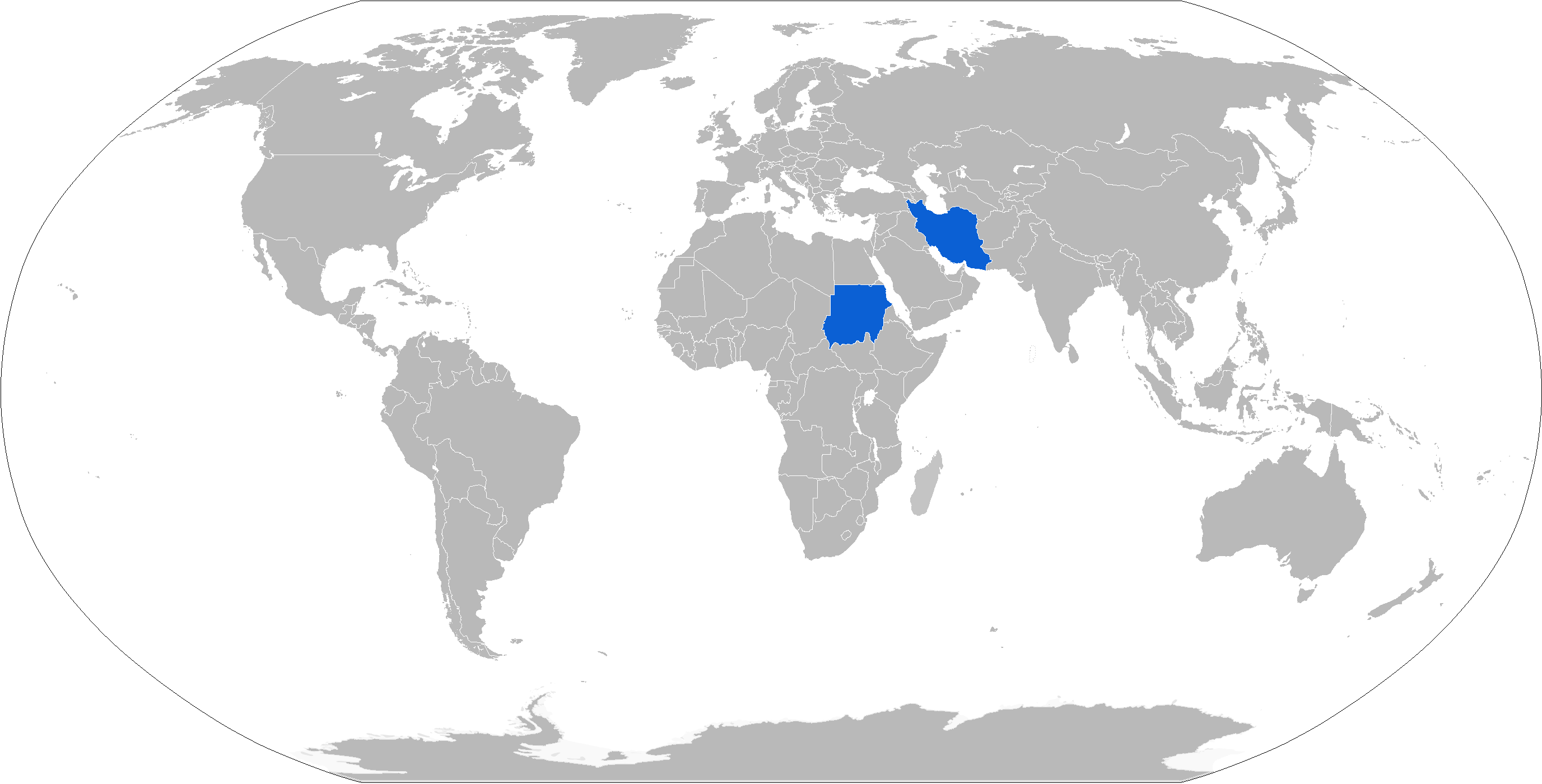
Страны-эксплуатанты Rakhsh (отмечены синим цветом)

- Иран[6]
- Судан[7]